# José Joaquín Tinoco Granados
José Joaquín Tinoco Granados (San José, 27 de agosto de 1880 - 10 de agosto de 1919) fue un militar y político costarricense.

## Biografía

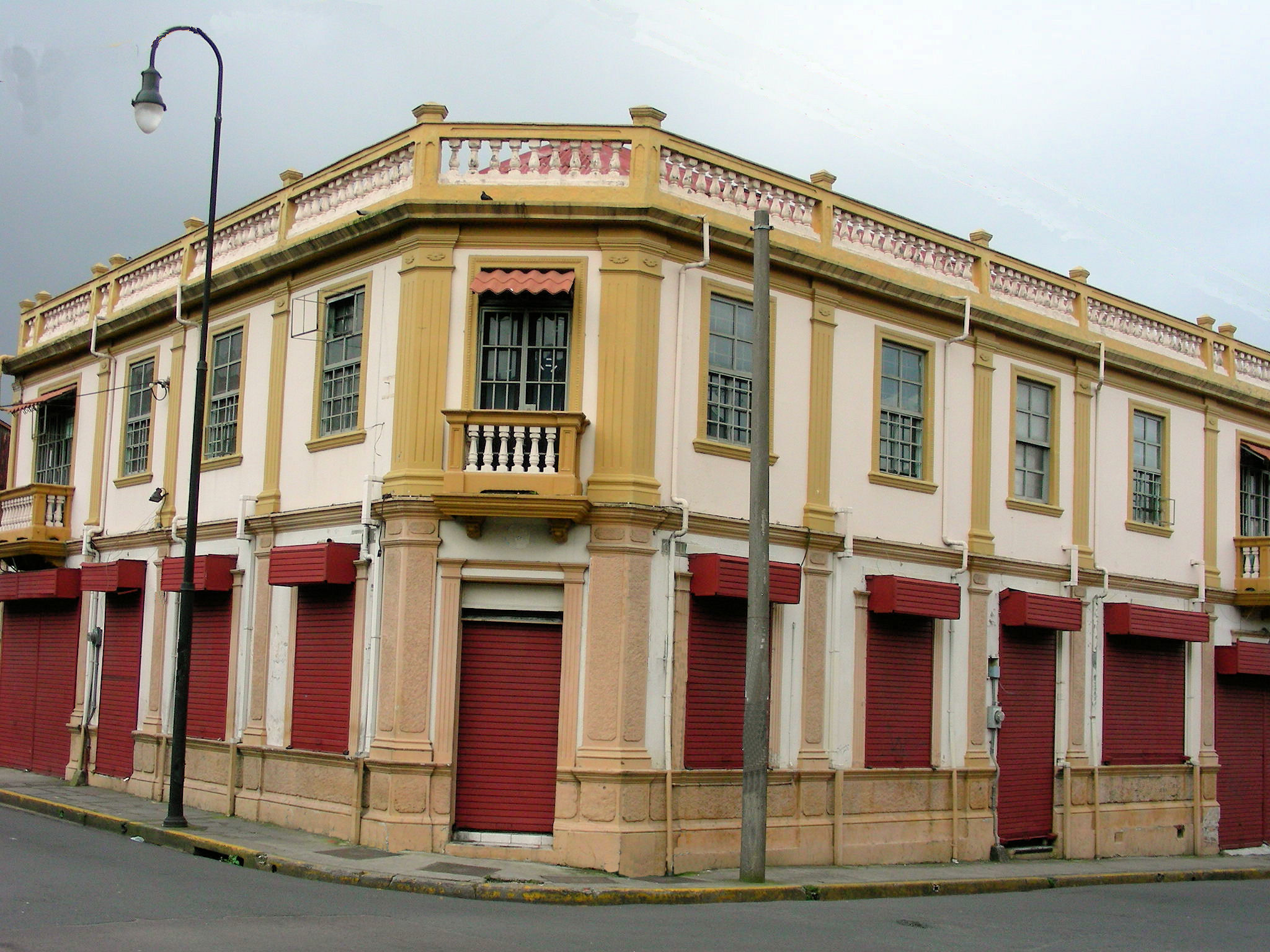
Esquina donde fue asesinado José Joaquín Tinoco en San José

Era hijo de Federico Tinoco Iglesias y Guadalupe Granados Bonilla y hermano del Presidente Federico Tinoco Granados. Se casó en San José el 14 de octubre de 1906 con Mercedes Lara Iraeta (San José, 1886-París, 1940), hija de Salvador Lara Zamora y Josefa Iraeta Guzmán, nieta de Juan José Guzmán, primer presidente constitucional de El Salvador. Tuvieron tres hijos, Roxana, Joaquín y Azyadee Tinoco Lara.
Concluida la primaria, fue enviado a Francia, donde cursó la segunda enseñanza en el Colegio Albert Le Grand. En 1899 regresó a Costa Rica a trabajar en las fincas de su padre, ubicadas principalmente en las vecindades de Juan Viñas.
Fue uno de los principales ejecutores del golpe militar del 27 de enero de 1917, que derrocó al presidente Alfredo González Flores y llevó al poder a su hermano Federico. En agosto de ese año el Congreso le confirió el grado de general de brigada y en 1919 el de general de división.
Durante la dictadura de su hermano (1917-1919) fue ministro de Guerra y Marina y primer designado a la presidencia, cargos a los que renunció en agosto de 1919 para ser nombrado «ministro plenipotenciario» de Costa Rica en Italia y «ministro en misión especial» en Dinamarca, España, los Países Bajos, la Santa Sede, Rumania y Suiza. En vísperas de abandonar el país, fue asesinado por un desconocido en la esquina de la calle 3.ª con la avenida 7.º, en las cercanías de su casa en el Barrio Amón –la zona residencial más exclusiva de la época en San José.–
Hay varias versiones sobre la identidad de su asesino. Según una de las más conocidas, Tinoco murió a manos de un joven adversario del régimen, Agustín Villalobos Barquero, de 21 años de edad, que después perecería de manera extraña en la  provincia de Puntarenas, aparentemente ahogado.
Otra versión dice que el general, conocido por su agitada vida galante y sus líos de faldas, fue víctima de un esposo enfurecido debido a un acto de infidelidad.